# Surma (mythologie)
Surma est un personnage du la mythologie finnoise, tiré du Kalevala. Surma est une bête terrifiante, qui incarne la mort soudaine et violente et garde les portes de l'Enfer, le Tuonela, afin d'empêcher toute évasion. Il est souvent décrit sous les traits d'un grand chien muni d'une queue de serpent et peut transformer les gens en pierre (de son seul regard pétrifiant).
L'expression métaphorique finnoise Surman suuhun qui signifie littéralement « de la bouche de Surma », indique qu'une victime a été tuée par Surma.
Surma signifie aussi tuer, ou plus spécifiquement mettre à mort, et le verbe finlandais surmata, tuer ou assassiner, en est dérivé.